# Alfred von dem Knesebeck

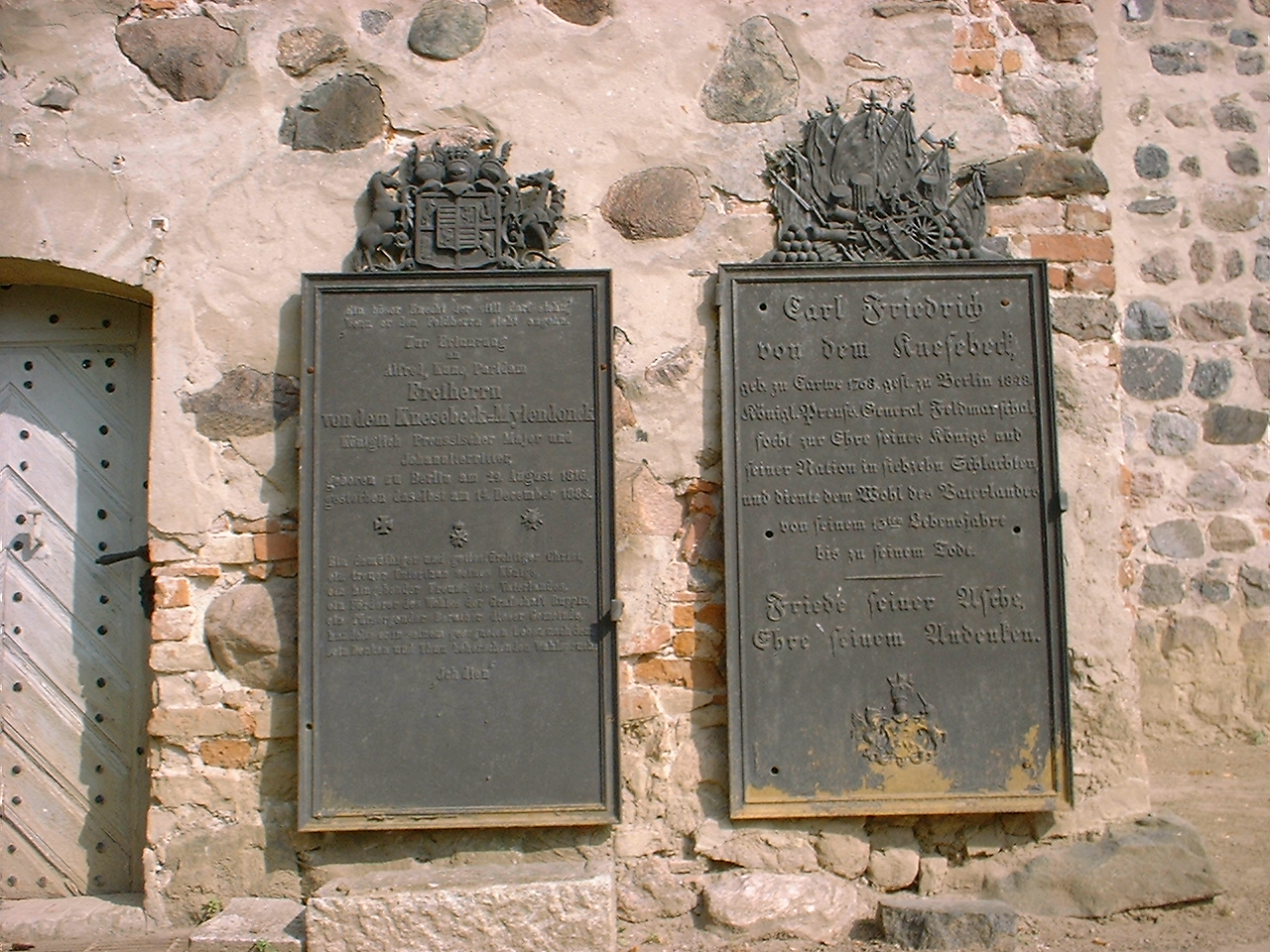
Knesebeck-Gedenktafeln an der Kirche in Neuruppin-Karwe in Brandenburg. Links u. a. f. Alfred von dem Knesebeck.

Alfred Cuno Paridam Freiherr von dem Knesebeck-Karwe (* 29. August 1816 in Berlin; † 14. Dezember 1883 ebenda) war Gutsbesitzer und Mitglied des Reichstags des Norddeutschen Bundes.

## Leben
Alfred von dem Knesebeck besuchte das Gymnasium zum Grauen Kloster in Berlin. Er war von 1834 bis 1844 Offizier beim Königlich Preußischen Regiment der Gardes du Corps und von 1845 bis 1859 Führer einer Landwehr-Eskadron. Alfred von dem Knesebeck war Gutsbesitzer auf Karwe und Tylsen sowie kleinerer Nebengüter. Als Johanniter-Ritter, seit 1858 als Rechtsritter, war er als Sanitäter in den Kriegseinsätzen 1864 in Schleswig und 1866 in Böhmen tätig.
Bereits vor 1858 war Knesebeck Kreis-Depurtierter der regionalen Ritterschaft. Von 1859 bis 1862 und von 1866 bis 1868 war er Mitglied des Preußischen Abgeordnetenhauses und 1867 des Reichstags des Norddeutschen Bundes für den Wahlkreis Potsdam 3 (Ruppin, Templin). Im Reichstag schloss er sich der Fraktion der Freikonservativen Vereinigung an.
Am 10. März 1870 erhielt er und seine Söhne eine preußische Namen- und Wappenvereinigung mit denen der erloschenen Freiherren von Milendonck, zuletzt Theodore Adriane Freiin von Milendonck, als Freiherren von dem Knesebeck-Milendonck durch Allerhöchste Kabinettsorder.
Er verfasste mehrere Aufsätze zur Landeskultur.

## Familie
Seine Eltern waren der Feldmarschall Karl Friedrich von dem Knesebeck (1768–1848) und dessen Ehefrau Adolphine von Klitzing (1772–1844). Er selbst heiratete am 28. September 1843 in Dresden Franziska Sophie von Bojanowski (* 5. Oktober 1822; † 14. Oktober 1910), Tochter der Rosalie von Knobelsdorff (1800–1865) und des Offiziers Xaver von Bojanowski. Franziska Sophie und Alfred von dem Knesebeck hatten folgende Kinder:
- Erich Karl Friedrich Wilhelm Paridam (* 13. Oktober 1844; † 16. April 1907) ⚭ 5. Oktober 1869 Helene Bertha Jannette Eugenie Elmira Melanie von Ohlen und Adlerskron (* 14. Januar 1851; † 13. November 1937)
- Waldemar Xaver Paridam (* 22. August 1847; † 30. März 1906), auf Tylsen, ⚭ 25. November 1878 Elisabeth von Turtschaninow, aus russ. Adel (* 10. September 1859; † 14. Oktober 1931)
- Georg Alfred Paridam (* 9. Februar 1854; † 19. April 1944) ⚭ Melanie Agnes Eva Beate von Schimony-Schimonsky (* 25. Dezember 1864; † 22. Oktober 1935)

## Schriften
- Aus dem Leben der Vorfahren vom Schlosse zu Tylsen in der Altmark. Büxenstein, Berlin 1875. Nachdruck: Ed. Rieger, Karwe 2003. DNB 976271834